# Anne Lobenstein
Anne Lobenstein (* 28. Februar 1995) ist eine deutsche Bobpilotin und ehemalige -anschieberin.

## Karriere
Die ehemalige Leichtathletin, welche in Leipzig bei der SG Motor Gohlis-Nord aktiv war, kam 2013 zum Bobsport und wurde zur Anschieberin ausgebildet. Am 14. Dezember 2014 debütierte sie im Europa-Cup als Anschieberin von Mariama Jamanka. Die beiden belegten beim Rennen in Königssee den achten Platz. Erstmals unter die besten drei Bob konnten Mariama Jamanka und Anne Lobenstein im Bob-Europacup 2015/16 fahren. Auf der Bahn in der Veltins-Eisarena belegten sie am 27. November 2015 beim deutschen Dreifachsieg den dritten Platz. Einen Tag später konnten sie ihren ersten Sieg bejubeln und gewannen dabei vor einen russischen Bob und den Bob von Stephanie Schneider. Aufgrund der guten Ergebnisse wurde Mariama Jamanka befördert und durfte bereits beim Weltcup in Altenberg im Bob-Weltcup 2015/16 starteten. Bei diesem Wettbewerb wurde Anne Lobenstein durch Franziska Bertels ersetzt. Am 8. Januar 2016 durfte sie beim Weltcup in Lake Placid ihr Debüt an der Seite von Mariama Jamanka geben. Die beiden belegten bei dem Rennen den siebten Platz. Im weitern Verlauf der Saison wurde Anne Lobenstein nicht mehr als Anschieberin von Mariama Jamanka eingesetzt.
Daraufhin wurde Anne Lobenstein zur Bobpilotin umgeschult und gab in der Saison 2018/19 im Bob-Europacup ihr Debüt als Pilotin. Ihren ersten Wettkampf absolvierte sie in Winterberg und belegte dabei gemeinsam mit ihrer Anschieberin Madlin Dossow den fünften Platz. Beim zweiten Wettbewerb des Wochenendes am 6. Januar 2019 konnten die beiden zum ersten Mal auf das Podium im Europa-Cup fahren. Hinter den Bobs von Andreea Grecu aus Rumänien und ihrer Landsfrau Laura Nolte belegten sie den dritten Platz.